# Человек из дыры
Человек из дыры (англ. Man of the Hole), также известный как Индеец из дыры (порт. índio do buraco); предположительно 1960-е — июль 2022) — представитель одного из неконтактных индейских племен, приблизительно с 1996 года живший в полном одиночестве в амазонских джунглях в бразильском штате Рондония. Его настоящее имя, родной язык и этническая принадлежность остались неизвестными.

## Имя
Настоящее имя мужчины неизвестно. Своё прозвище он получил, поскольку на каждой покинутой им временной стоянке исследователи обнаруживали глубокие узкие ямы внутри хижин. Высказывались гипотезы о том, что данные ямы имеют какое-то ритуальное значение, однако их истинное предназначение неизвестно науке до сих пор.

## Биография
Впервые индеец был замечен в 1996 году, и о нём стало известно бразильскому Национальному фонду индейцев. Предполагается, что остальная часть его племени была убита в ряде столкновений с владельцами ранчо и лесорубами в 1980-х и 1990-х годах.
С этого момента специалисты активно наблюдали за жизнью мужчины, который не хотел вступать ни в какие контакты с ними (в одного специалиста он даже выстрелил из лука), и предотвращали любые попытки вторжения извне на его земли. Лесная территория его проживания в 2007 году была объявлена заповедной зоной площадью 8070 га, так как скотоводческие ранчо всё ближе подступали к его землям. Несмотря на это, Человек из дыры в 2009 году подвергся нападению вооружённых ранчеро, желавших захватить его земли, однако сумел выжить.
После этого он не сталкивался с другими людьми, но знал о том, что находится под наблюдением посторонних, так как порой ему оставляли различные подарки. Он занимался охотой и собирательством, а также выращивал кукурузу и папайю.
В 2018 году исследователи опубликовали в интернете видео о жизни Человека из дыры с целью повысить осведомлённость всего мира об угрозах для неконтактных народов Бразилии.

## Смерть
23 августа 2022 года он был найден мёртвым в гамаке возле его хижины. По оценкам специалистов, смерть наступила в июле, на момент гибели мужчине было около 60 лет. Тело индейца для последующего вскрытия было направлено в Национальный институт криминалистики в Бразилиа. 27 августа эксперт по коренным народам Марселу дус Сантус заявил, что этот человек должен быть похоронен в том же месте, где он проживал и скончался, а также призвал власти страны построить мемориал на месте смерти Человека из дыры, а его территорию сохранить заповедной. Представители общественных групп по защите прав коренного населения позже выступили с поддержкой данной инициативы.